# Neoantistea oklahomensis
Neoantistea oklahomensis is een spinnensoort in de taxonomische indeling van de kamstaartjes (Hahniidae).
Het dier behoort tot het geslacht Neoantistea. De wetenschappelijke naam van de soort werd voor het eerst geldig gepubliceerd in 1976 door Opell & Joseph A. Beatty.